# Ingeborg af Danmark (fransk dronning)
 Der er flere personer med dette navn, se Ingeborg af Danmark.
Ingeborg Valdemardatter af Danmark (født 1174, død 1236) var dronning af Frankrig 1193-1193 og igen i 1213-1223. Hun var datter af Valdemar den Store og hans dronning Sophie af Minsk, og dermed søster til kongerne Knud 6. og Valdemar Sejr. Hun var sønnedatter af Knud Lavard og faster til Erik Plovpenning, hvis datter - Ingeborg Eriksdatter - blev gift med den norske konge Magnus Lagabøte i Bergen. 

## Baggrund
Af politiske årsager ville den franske konge Filip 2. August gifte sig med en dansk prinsesse. Han var enkemand efter sin første hustru Isabella af Hainauts død i 1190. Deres søn, den senere Ludvig 8., var svagelig, så Filip håbede at få flere tronarvinger i et nyt ægteskab. Desuden vurderede han at gå til angreb på England for at sikre sig Richard Løvehjertes franske besiddelser. 
Det var derfor taktisk smart at indgå ægteskab med en dansk kongedatter, der som medgift skulle overlade ham den danske hær og flåde i et år, samt overdrage ham de danske kongers påstået nedarvede ret til den engelske trone. I foråret 1193 sendte han derfor en delegation, bestående af blandt andre biskop Stephan af Noyon, til Knud 6. for at anholde om Ingeborgs hånd. Både Knud og biskop Absalon havde betænkeligheder, måske af hensyn til den tysk-romerske kejser, og noget fjendskab med England ønskede de heller ikke. Men Knuds pennefører, augustinerkanniken Vilhelm af Eskilsø, der selv var fransk, ivrede for en forbindelse mellem sit fødeland og den danske kongefamilie.  Med sin veltalenhed medvirkede han til, at et ægteskab blev aftalt mellem kong Filip og den 18-årige Ingeborg, der skulle medbringe en helt ualmindelig stor medgift på 10.000 mark sølv. Sommeren 1193 var Vilhelm og biskop Peder Sunesen af Roskilde blandt dem, der ledsagede prinsessen til Amiens, hvor hun ankom 14. august. Allerede samme dag fandt brylluppet sted. Bruden beskrives som yndefuld, venlig, from og kysk, mens brudgommen blev anset som beregnende og egenrådig; i sit første ægteskab havde han truet med at ville frastøde sin hustru. 

## Ægteskabet
Den historie gentog sig. Allerede på bryllupsnatten fik Filip modvilje mod sin nye kone. Næste dag blev de begge kronet under stor højtidelighed i Notre Dame-katedralen i Amiens. Kongen var bleg og rystende af uvilje mod sin brud. Han påstod senere, at hans afsky for Ingeborg måtte skyldes trolddom. Han ville omgående sende hende tilbage til Danmark, men både Ingeborg og hendes følge vægrede sig. Dernæst prøvede Filip at få ægteskabet omstødt, begrundet med, at hans første kone og Ingeborg var beslægtet i fjerde led. Efter gældende kirkeret var ægteskabet dermed ugyldigt, og ærkebiskoppen af Reims erklærede det for ophævet. Ingeborg havde ikke lært fransk, og forstod knapt nok, hvad der foregik omkring hende; men da en tolk forkyndte dommen for hende, råbte hun grædende: "Mala Francia!" (= Onde Frankrig!) og derefter: "Roma! Roma!" Hun måtte nu søge bistand hos paven i Rom, Celestin 3. Begrundelsen for skilsmissen var en forfalsket slægtstavle, konstrueret gennem ægteskabet mellem Knud den Hellige og Edel af Flandern. Men deres søn, Karl den Gode, var død uden arvinger, så Ingeborg nedstammede ikke fra Knud den Hellige, men derimod fra hans bror Erik Ejegod og dronning Bodil gennem deres søn Knud Lavard. 
Det bekymrede ikke kong Filip, der fik sin nye kone placeret ved klosteret Cysoing ved Douai i Nordfrankrig, hvor hun fordrev tiden med andagtsøvelser, læsning og håndarbejde. Hun fik ikke tilstrækkelige midler til livsophold, og kong Knud sendte i 1194 på sin søsters vegne den gamle abbed Vilhelm og kansleren Anders Sunesen til Rom, hvor de fik overbevist pave Celestin om, at det var en forfalsket slægtstavle, der lå til grund for skilsmissen, som dermed blev annulleret 13. marts 1195. Paven pålagde imidlertid ikke kong Filip at tage sin kone tilbage; han formanede ham kun om at gøre det, og så var man i praksis lige langt. Da de danske udsendinge ankom Frankrig, blev de i seks uger holdt fanget af hertugen af Burgund, inden gejstlige venner fik dem sat fri. Kong Filip ignorerede pave Celestins brev, og giftede sig 7. maj 1196 med Agnes af Merano. Et brev samme år fra Ingeborg til paven er bevaret.  Filip holdt hende indespærret i borgen Étampes  udenfor Paris og senere i nonneklostret Fervaques i Normandiet i håb om, at hun enten ville acceptere skilsmissen eller gå i kloster. 
I 1198 døde den gamle pave, og den nyvalgte pave Innocens 3. viste sig langt mere handlekraftig. Som ekspert på kirkeret erklærede han i 1199 at den franske konge levere i bigami og hor. Da Filip fremturede, forkyndte en pavelig legat 13. januar 1200 interdikt over kong Filips territorier. Kun barnedåb og døendes skriftemål var tilladt. Kirkerne blev holdt lukket, og de døde måtte ikke begraves. Det var ikke til at leve med, og i september 1200 gik Filip med til at genindsætte Ingeborg som dronning. Interdiktet blev dermed ophævet; men kongen ophørte ikke med at presse på for at få skilsmisse, og i 1201 blev skilsmisseprocessen indledt i Soissons. Men efterhånden indså Filip, at han risikerede et negativt udfald, og fik processen standset. For Ingeborg betød det kun et hårdere ophold i borgen i Étampes,  hvor hun måtte klare sig med et nødtørftigt underhold, helt afskåret fra kontakt med omverdenen. 29. juli 1201 døde Agnes af Meran. Hun efterlod sig to børn: Marie (f. 1198) og Filip Hurepel (f. 1200). Pave Innocent gik med til at erklære børnene for ægtefødte.  Et brev til ham fra Ingeborg er bevaret. 
Valdemar Sejr mindede jævnligt paven om sin søsters kvalfulde tilværelse, og det bevarede danske brevmateriale fra årene 1193-1212 domineres af sagen. I 1207 fik Ingeborg omsider bedre vilkår. Filip erklærede, at deres ægteskab aldrig blev fuldbyrdet pga. trolddom, mens Ingeborg stod fast på, at samleje havde fundet sted. Innocent 3. konkluderede i 1212 med, at de havde haft samvær, men "at kønnenes forening ikke er fuldbyrdet i det kvindelige organ". I 1213 allierede Johan uden land sig med den tyske kejser Otto 4. af Braunschweig for at foretage et angreb på Frankrig fra to sider. Filip søgte nu at få afsat kong Johan. Nu havde han hårdt brug for sine danske allierede, og erklærede derfor i Soissons i april 1213, at han genindsatte Ingeborg som fransk dronning. Hun fik dog ikke lov til at bo sammen med ham i Paris,  men arvefølgen var alligevel sikret, idet Filips søn af første ægteskab, Ludvig 8., selv havde fået en søn, den senere Ludvig den Hellige. 
Efter tyve års prøvelser fik Ingeborg nogle gode år i frihed. Hun ofrede sig for velgørenhed, og boede for det meste i Saint-Jean-en-l'Isle, et johanniterkloster med hospital og landbrug, som hun grundlagde ved Corbeil ved Paris.  Da hendes bror, Valdemar Sejr, blev taget til fange på Lyø, hjalp hun til med at få betalt løsesummen. I 1223 blev hun enke, og besørgede sjælemesser for sin afdøde mand. Selv blev hun begravet i klosterkirken i Saint-Jean, hvor hendes gravmæle af bronze overlevede til den franske revolution.
Omkring år 1200 fik hun et udført psalter, der i dag er på Musée Condé i Chantilly.  I psalteret har hun indført sine forældres dødsdage. 